# 재즈 잭래빗
재즈 잭래빗(Jazz Jackrabbit)은 녹색 산토끼의 사람 모습을 한 캐릭터 재즈 잭래빗이 등장하는 플랫폼 게임 시리즈이다. 토끼와 거북이의 SF 패러디 속 데반 셸(Devan Shell)과 싸운다. 아잔 브루스와 클리프 블레진스키가 만들고 에픽게임즈가 개발하였으며, 1994년 재즈 잭래빗으로 MS-DOS용으로 데뷔했다.

## 게임
| 1994 | 재즈 잭래빗   |
| 1995 |               |
| 1996 |               |
| 1997 |               |
| 1998 | 재즈 잭래빗 2 |
| 1999 |               |
| 2000 |               |
| 2001 |               |
| 2002 | 재즈 잭래빗   |

- 재즈 잭래빗 (1994년 비디오 게임)
- 재즈 잭래빗 (1998년 비디오 게임)
- 재즈 잭래빗 3
- 재즈 잭래빗 (2002년 비디오 게임)